# 林嘉泰
林嘉泰 ，JP（1962年—2021年1月30日），香港公務員，1987年加入社會福利署任職公務員，服務社會福利署33年，逝世時任社會福利署副署長（服務）。其曾任社會工作者註冊局第三屆成員（義務秘書）、註冊局行政事務委員會召集人。2021年1月因腦幹中風逝世，享年59歲。

## 生平
林嘉泰1987年7月加入社會福利署，2001年1月獲委任加入社會工作者註冊局成員，2003年任社會工作者註冊局行政事務委員會召集人，當時任職社會福利署總社會工作主任（安老服務），2010年9月至2012年6月出任社署助理署長（津貼），其後出任社署助理署長（康復及醫務社會服務）。2013年9月升任社署副署長（服務），負責福利服務策劃與發展工作。
林嘉泰於2021年1月20日工作時在灣仔社會福利署辦公室内懷疑因腦部缺血性中風暈倒，送往律敦治醫院治理，其後轉往東區醫院，於2021年1月30日早上因腦幹中風逝世。